# فیلیپ بنکوویچ
فیلیپ بنکوویچ (کرواتی: Filip Benković؛ زادهٔ ۱۳ ژوئیهٔ ۱۹۹۷) بازیکن فوتبال اهل کرواسی است.
از باشگاه‌هایی که در آن بازی کرده‌است می‌توان به دینامو زاگرب و لستر سیتی، سلتیک و بریستول سیتی اشاره کرد.